# 경산시 (선거구)
경산시는 대한민국의 국회의원 선거구이다.  경상북도 경산시 전역을 관할한다. 현 지역구 국회의원은 국민의힘의 조지연이다.

## 역사
대한민국 제20대 국회의원 선거를 앞두고 경산시의 인구가 증가하게 되면서 경산시 지역이 기존의 경산시·청도군 선거구에서 분리되어 경산시 단독 선거구를 구성하게 됨에 따라 신설되었다.

## 관할 구역
| 대수  | 관할 구역   |
| ----- | ----------- |
| 20대~ | 경산시 일원 |

## 역대 국회의원
| 선거   | 정당 | 정당       | 의원   |
| ------ | ---- | ---------- | ------ |
| 2016년 |      | 새누리당   | 최경환 |
| 2020년 |      | 미래통합당 | 윤두현 |
| 2024년 |      | 국민의힘   | 조지연 |

## 역대 선거 결과

### 대한민국 제20대 국회의원 선거
|  | 69.62% |

|  | 30.37% |

### 대한민국 제21대 국회의원 선거
|  | 63.75% |

|  | 27.18% |

|  | 6.25% |

|  | 1.92% |

|  | 0.87% |

### 대한민국 제22대 국회의원 선거
|  | 43.43% |

|  | 42.27% |

|  | 7.99% |

|  | 6.29% |